# Stanisław Taper
Stanisław Taper (ur. 22 stycznia 1883, zm. 28 września 1945) – polski doktor medycy, major lekarz służby zdrowia Wojska Polskiego.

## Życiorys
Urodził się 22 stycznia 1883. Ukończył studia medyczne z tytułem doktora.
Był naczelnym lekarzem 17 pułku piechoty k.k. Landwehry w Rzeszowie.
Po odzyskaniu przez Polskę niepodległości w 1918 wstąpił do Wojska Polskiego. Został awansowany do stopnia majora rezerwy ze starszeństwem z dniem 1 czerwca 1919. W 1923, 1924 był przydzielony jako oficer rezerwowy do 8 batalionu sanitarnego w Toruniu. W styczniu 1939 był wiceburmistrzem Wejherowa.

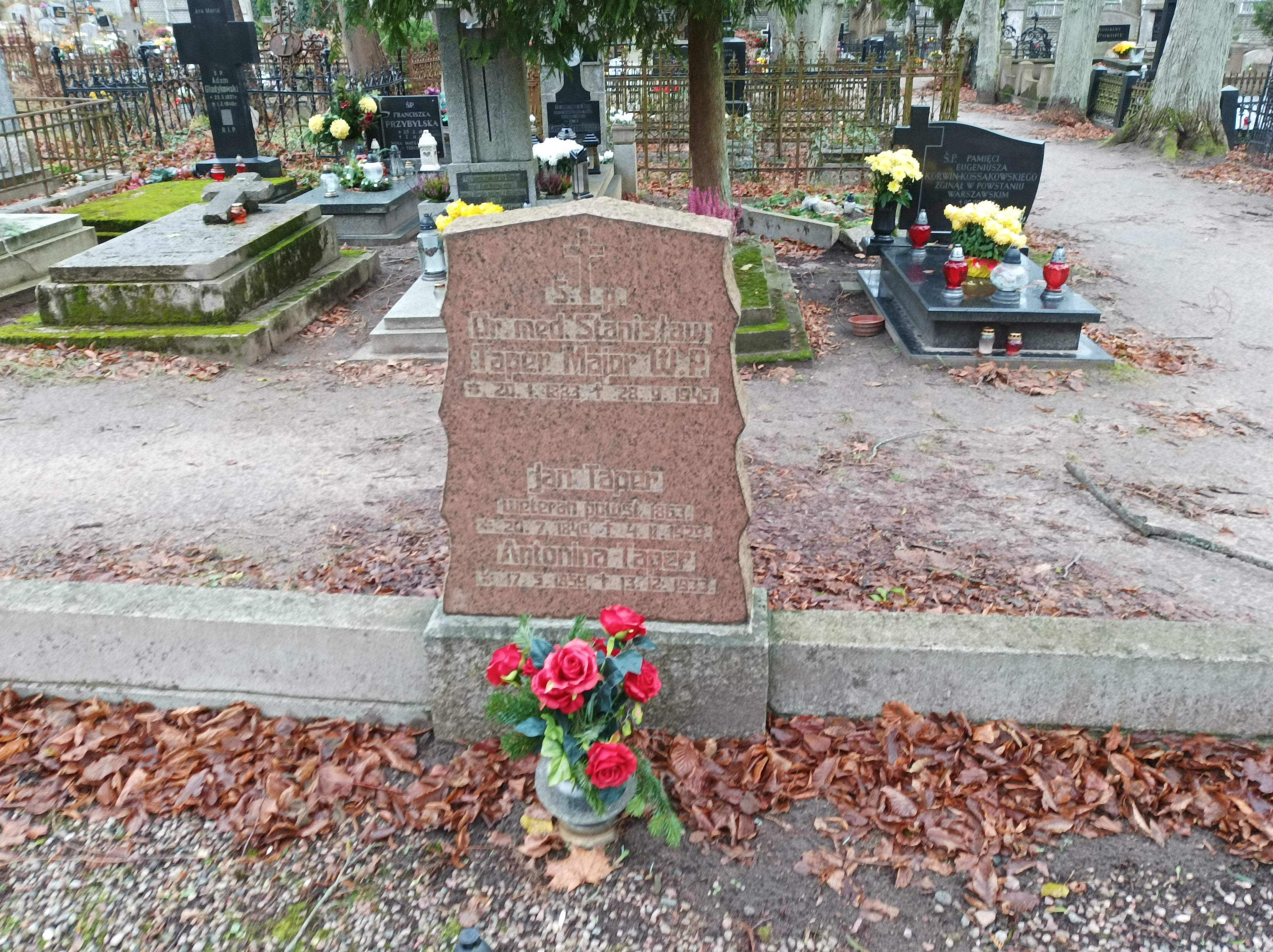
Grób mjra Stanisława Tapera na starym cmentarzu w Wejherowie

## Odznaczenia
- Złoty Krzyż Zasługi z koroną na wstędze medalu waleczności[2].